# ゲイザースバーグ
ゲイザースバーグ（英: Gaithersburg）は、アメリカ合衆国メリーランド州モンゴメリー郡の中心部に位置する都市である。人口は6万9657人（2020年）であり、州内ではボルティモア、フレデリック、ロックビルに続いて4番目に人口が多い都市である。ワシントンD.C.に近い。
ゲイザースバーグは1878年に市制が布かれた。市内にはニューアーバニズム運動の発祥の地であるニュータウン、ケントランドがある。この町はアンドレス・デュアニーとエリザベス・プランター=ザイベルクが設計した。他にも主な計画コミュニティであるモンゴメリー・ビレッジなどがある。
アメリカ国立標準技術研究所 (NIST) が本部を構える。その他の市内における主な企業などは、Hughes Network Systems, IBM, ACE*COMM, ロッキード・マーティン, MedImmune, ソデクソなどがある。
2005年7月に、CNN/Money and Money magazine誌はゲイザースバーグを『アメリカ住みやすい地区ベスト100』において17位に挙げた。

## 歴史
ゲイザースバーグの町は1725年にラルフ・クラブに発せられた土地特許「デイアパーク」にある今日のサミティ・ホール近くに、1765年にログタウンと呼ばれる小さな農業開拓地ができたのが始まりだった。この土地特許の北部はヘンリー・ブルックスが買収し、1780年代後期あるいは1790年代初期に自家「モンペリエ」を建てた。ブルックスの義理の息子ベンジャミン・ゲイザーがこの土地を相続し、1850年代までにその地域はログタウンという呼び方が無くなり、住人はゲイザースバーグと呼ぶようになった。
1873年、ボルチモア・アンド・オハイオ鉄道が、エフレイム・フランシス・ボールドウィンの設計したゲイザースバーグ駅を建設した。これはボールドウィンが設計したメリーランド州の一連のビクトリア様式鉄道駅の一つだった。その後に急速な成長が起こり、1878年4月5日には市制が布かれた。1899年、地球の北極軸に関する揺れを測定する計画の一部として、国際緯度観測所建設地6カ所の1つにゲイザースバーグが選ばれた。ゲイザースバーグ緯度観測所は市内唯一の国定歴史建造物になっている（2007年時点）。他の5つの観測所は日本、イタリア、ロシアおよびアメリカ合衆国（2ヶ所）にあり、そこで集められた情報は人工衛星から得られる情報と共に極運動を決定するために今日でも科学者が利用している。情報は地球の大きさ、形および物理的性質であり、周回軌道衛星の正確な航行パターンを通じて宇宙開発にも役立てられている。手動による観測はコンピュータによるものに置き換えられたので、ゲイザースバーグ緯度観測所の運営は1982年に終わった。
1996年にはワシントンメトロの地下鉄事故があった。

## 地理
ゲイザースバーグは北緯39度7分55秒 西経77度13分35秒 / 北緯39.13194度 西経77.22639度（39.131974, -77.226428)に位置している。
アメリカ合衆国統計局によれば、市の面積は26.3km2（10.2mi2）である。そのうち26.1 km2 (10.1 mi2)は陸地で、0.2 km2 (0.1 mi2) が水域となっている。水域は全面積の0.69%を占める。

## 人口
2000年の国勢調査によれば、52,613人、19,621世帯、12,577家族が居住している。人口密度は 2,013.3人/km2 (5,216.2人/mi2) である。家屋は20,764あり、平均で791.1/km2 (2,049.7/mi2) となる。人種構成は、白人58.21%、黒人14.60%、ネイティブアメリカン0.36%、アジア系アメリカ人13.76%、太平洋諸島系アメリカ人0.06%、その他8.62%、2人種以上4.39%から成る。人口の19.76%はヒスパニックまたはラテン系である。
19,612世帯のうち、34.8%は18歳未満の子どもを持っており、48.6%は結婚し、11.2%は独身女性世帯で、35.9%は非家族世帯である。全体中27.8%は独身世帯であり、7.2%は65歳以上の独身老人世帯である。平均世帯員数は2.65人で、平均家族数は3.25人となっている。
市内の人口は増加傾向にあり、18歳未満では25.0%、18-24歳は9.0%、25-44歳は37.7%、45-64歳は20.0%、65歳以上で8.2%の増加率となっている。年齢の中央値は34歳である。女性100人あたり95.1人の男性となっており、18歳以上に限れば、女性100人あたり男性92.4人となっている。

### 収入
収入と家計（2007年推計値）
- 収入の中央値
  - 世帯: 74,883米ドル
  - 家族: 86,422米ドル[8]
  - 性別
    - 男性: 44,331米ドル
    - 女性: 35,861米ドル
- 人口1人あたり収入: 27,323米ドル
- 貧困線以下
  - 対人口: 9.1%
  - 対家族数: 4.9%
  - 18歳未満: 7.2%
  - 65歳以上: 11.4%

## 行政
ゲイザースバーグには5名からなる市議会があり、市の立法府を形成している。市長は市議会の長となる。
2006年現在の市長は、Sidney A. Katz.（1998年-）である。以前は市長は以下の通り:
1. George W. Meem 1898年-1904年
2. Carson Ward 1904年-1906年
3. John W. Walker 1906年-1908年
4. E. D. Kingsley 1908年-1912年
5. Richard H. Miles 1912年-1918年
6. John W. Walker 1918年-1924年
7. Walter M. Magruder 1924年-1926年
8. William McBain 1926年-1948年
9. Harry C. Perry, Sr. 1948年-1954年
10. Merton F. Duvall 1954年-1966年
11. John W. Griffith 1966年-1967年
12. Harold C. Morris 1967年-1974年
13. Susan E. Nicholson, May-Sept. 1974年
14. Milton M. Walker 1974年-1976年
15. B. Daniel Walder 1976年-1978年
16. Bruce A. Goldensohn 1978年-1986年
17. W. Edward Bohrer, Jr. 1986年-1998年

## 交通

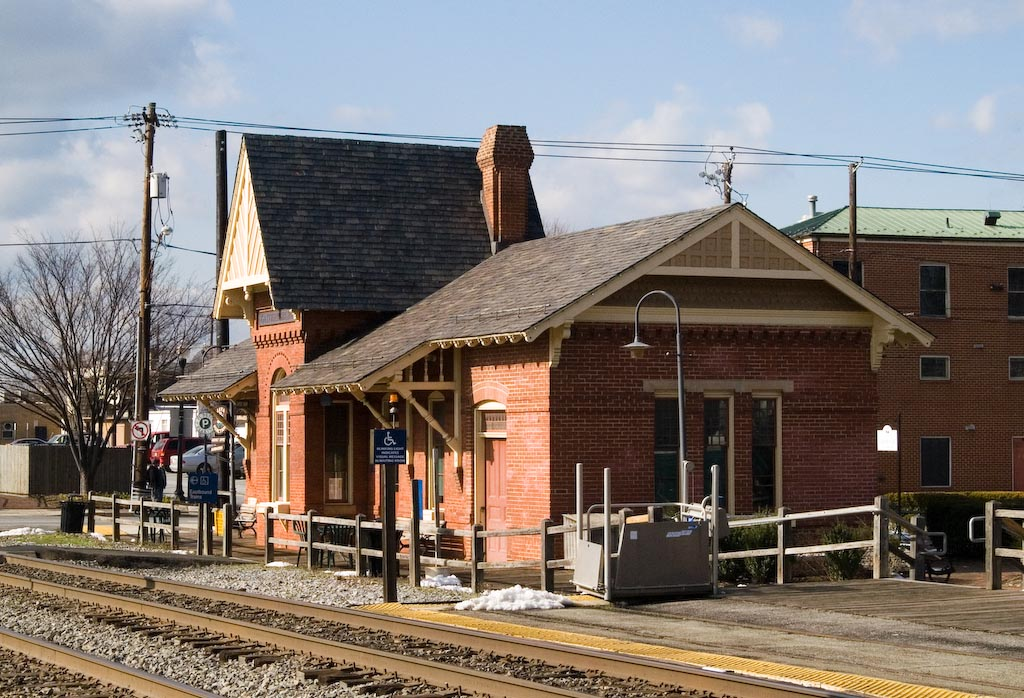
ゲイザーズバーグ鉄道駅

道路網は、南北フレデリック・アヴェニュー（N and S Frederick Ave.; メリーランド州道355号）と東西ダイアモンド・アヴェニュー（E and W Diamond Ave.; メリーランド州道117号）の交差を中心に置いている。また、首都高速環状道路 (Capital Beltway) につながる州間高速道路270号によってフレデリックやロックビル市と接続している。
州間高速道路370号の全体が市域に入っていて、ワシントンメトロのレッド・ラインの西端のターミナルであるシェーディ・グローブ駅で270号と接続している。ローレルへの未完成高速道路であるIntercounty Connectorが建造された場合、370号はその西端を受け持ち、ゲイザースバーグを終端とすることとなる。
ゲイザースバーグではWMATA (Washington Metropolitan Area Transportation Authority) メトロバス、モンゴメリー郡ライドオンバスサービスが運行しており、MARC (MARC Train) の通勤線Brunswick Lineの2駅がダウンタウンとメトロポリタン・グローブにある。
さらに、メリーランド州はシェイディ・グローブ駅からクラークスバーグとを結ぶコリダー・シティーズ・トランジットウェイと呼ぶライトレールあるいはバス急行便の建設を検討中である。これが完成すると市内に幾つかの駅ができる。
CSXトランスポーテーションの本線がモンゴメリー郡を横切り、ゲイザースバーグの中心を1日50本ほど運行している。MARCの列車はCSXの線路を走る。アムトラックの列車も同様にゲイザースバーグを通るが通過するだけである。
モンゴメリー郡エアパーク（IATA空港コードGAI）は市境から僅かの距離に位置している。モンゴメリー郡では唯一の空港であり、一般用途飛行に供している。商業線の場合はロナルド・レーガン・ワシントン・ナショナル空港、ワシントン・ダレス国際空港あるいはボルチモア・ワシントン国際空港を利用している。

## 教育
ゲイザースバーグの公共教育はモンゴメリー郡公共教育学区が管轄している。小学校は16校、中学校は6校、高校は3校ある。

## メディア
ゲイザースバーグは主にワシントンD.C.メディア市場に属している。

### 新聞
ゲイザーズバーグにはゲイザースバーグ・ガゼットなどメリーランド州郊外部の週間コミュニティ新聞の発行者であるガゼット・ニューズペーパーズ社がある。ケントランドにはザ・タウン・クーリエ社があり、ゲイザースバーグ西側の地区を担当し、他にもロックビル版やアーバナ版を発行している。

### テレビとインターネット
- ゲイザースバーグ市政府はゲイザースバーグ・テレビジョンを運営している。市の問題を取り上げ、オンラインで流している。
- 非系列のブログ、ゲイザースブログはゲイザースバーグの政治とニュースを取り上げている。
- Gaithersburg: Then & Nowは市の歴史を写真で見せてくれる。

## ゲイザースバーグ出身の著名人
- マーク・ブライアン - Hootie & The Blowfishのベース奏者
- リーズ・フォーブス - プロのスケートボード選手、モンゴメリー・ビレッジ出身
- ハンク・フラレー - アメリカンフットボール選手、現在はクリーブランド・ブラウンズ
- ジュダ・フリードランガー - 俳優、テレビ番組30 rockに出演
- ジョシュア・ハリス - キリスト教牧師、著作家
- ポール・ジェイムズ - 俳優、テレビ番組GrΣΣkに出演
- ティム・カークジャン - ESPN野球解説者、SportsCenterとBaseball Tonightに出演、著書に"America's Game"と"Is This a Great Game, or What?: From A-Rod's Heart to Zim's Head--My 25 Years in Baseball"
- マシュー・レスコ - "Free Money"の著者、元市民、現在はメリーランド州ケンジントンに住む
- シェイン・マクマホン - ビンス・マクマホンとリンダ・マクマホンの息子、妹にステファニー・マクマホン、WWE Monday Night Rawの元"co-GM"
- ジム・ミクラスゼウスキー - NBCニューズのペンタゴン特派員主任
- ジョン・パプチス - ネブラスカ大学アメリカンフットボールチームの守備コーチ
- ポール・ラビル - ラクロスの選手、ジョンズ・ホプキンス大学で4度オールアメリカン、ボストン・キャノンズでオールスター
- エディー・スタブス - カントリーミュージシャン、ディスクジョッキー、グランド・オール・オプリのアナウンサー
- ジェームズ・ホワイト - NBAバスケットボール選手、サンアントニオ・スパーズ、ヒューストン・ロケッツ
- ウェール - ラッパー
- アンブローズ・ザムズ
- マット・ホルト - Nothingface and Kingdom Of Snakesの元歌手